# André Baur
André Léopold Baur (ur. 18 marca 1904 w Paryżu, zm. 20 grudnia 1943 w Oświęcimiu) – francuski szermierz, brązowy medalista mistrzostw świata.
Podczas mistrzostw świata w Liège w 1930 roku (oficjalnie zawody tego cyklu rozgrywane są pod tą nazwą dopiero od 1937) Francuzi w składzie: André Baur, Philippe Cattiau, André Labatut, Jean Lacroix, André Rossignol i Bernard Schmetz zdobyli brązowy medal w szpadzie drużynowej.
Nigdy nie wziął udziału w igrzyskach olimpijskich.
Zginął w 1943 roku w Auschwitz-Birkenau.